# Exalphus vicinus
Exalphus vicinus är en skalbaggsart som beskrevs av Maria Helena M. Galileo och Martins 2003. Exalphus vicinus ingår i släktet Exalphus och familjen långhorningar. Inga underarter finns listade i Catalogue of Life.